# Peter van Inwagen
Peter van Inwagen (1942) era el profesor O'Hara de Filosofía (sucedido por Joel David Hamkins) en la Universidad de Notre Dame. 
Anteriormente, fue profesor en la Universidad de Siracusa. Realizó su licenciatura en el Instituto Politécnico Rensselaer en 1965 y su doctorado en filosofía por la Universidad de Rochester en 1969, con su maestro Richard Taylor.
Las publicaciones del profesor van Inwagen se han centrado en la metafísica, la ética y la teología filosófica. Sus escritos sobre incompatibilismo (libre albedrío libertario) han contribuido de manera significativa al interés y la aceptación de la libre voluntad libertaria en la filosofía analítica.
Sus numerosas publicaciones incluyen An Essay on Free Will (Un ensayo sobre el libre albedrío) (1983), Material Beings (Los seres materiales) (1990), Ontology, Identity, and Modality: Essays in Metaphysics (Ontología, Identidad y Modalidad: Ensayos sobre Metafísica) (2001), y Metaphysics (La Metafísica) (1993, segunda edición 2002). 
Ha impartido las Gifford Lectures en la Universidad de St Andrews, las Conferencias Wilde en la Universidad de Oxford, las Conferencias Maurice en la Universidad de Londres, y las conferencias Stewart de la Universidad de Princeton. 
Es miembro de la Academia Americana de las Artes y las Ciencias desde 2005. Fue presidente de la Society of Christian Philosophers de 2010 a 2013.
El profesor van Inwagen se crio en la Iglesia Unitaria Universalista. En 1983, fue bautizado en la Iglesia Episcopaliana, de la que ha seguido siendo miembro. Un relato de su conversión al cristianismo aparece en su ensayo Quam Dilecta en Dios y los filósofos, editado por Thomas V. Morris (1994).

## Obras
- Peter van Inwagen (1995). Material Beings. Cornell University Press. ISBN 9780801483066.[2][3][4][5]
- Peter van Inwagen (2008). The Problem of Evil. Oxford University Press. ISBN 9780199543977.[6][7]
- Peter van Inwagen (1983). An Essay on Free Will. Clarendon Press. ISBN 9780198249245.[8][9]
- Peter van Inwagen (2001). Ontology, Identity, and Modality: Essays in Metaphysics. Cambridge University Press. ISBN 9780521795487.[10][11]
- Peter van Inwagen (2008). Metaphysics (3ª edición). Westview Press. ISBN 9780786744893. (enlace roto disponible en Internet Archive; véase el historial, la primera versión y la última).[12][13]
- Peter van Inwagen (2014). Existence: Essays in Ontology. Cambridge University Press. ISBN 9781107047129.
- Peter van Inwagen, ed. (2004). Christian Faith and the Problem of Evil. Wm. B. Eerdmans Publishing. ISBN 9780802826978.[14]
- Peter van Inwagen (1995). God, Knowledge & Mystery: Essays in Philosophical Theology. Cornell University Press. ISBN 9780801481864.[15]
- Peter van Inwagen (1998). The Possibility of Resurrection and Other Essays in Christian Apologetics. Westview Press. ISBN 9780813327310.